# Plasmenilcolina
La plasmenilcolina è un glicerofosfolipide costituito da un glicerolo che presenta sul carbonio 1 un legame etereo con un alcol grasso a lunga catena carbonica.